# Список озер України
На території України близько 20 тис. озер, з них 7 тис. площею понад 10 га. Вони утворюють озерні краї. Як правило, озера розташовані в заплавах річок, переважно в Поліссі.

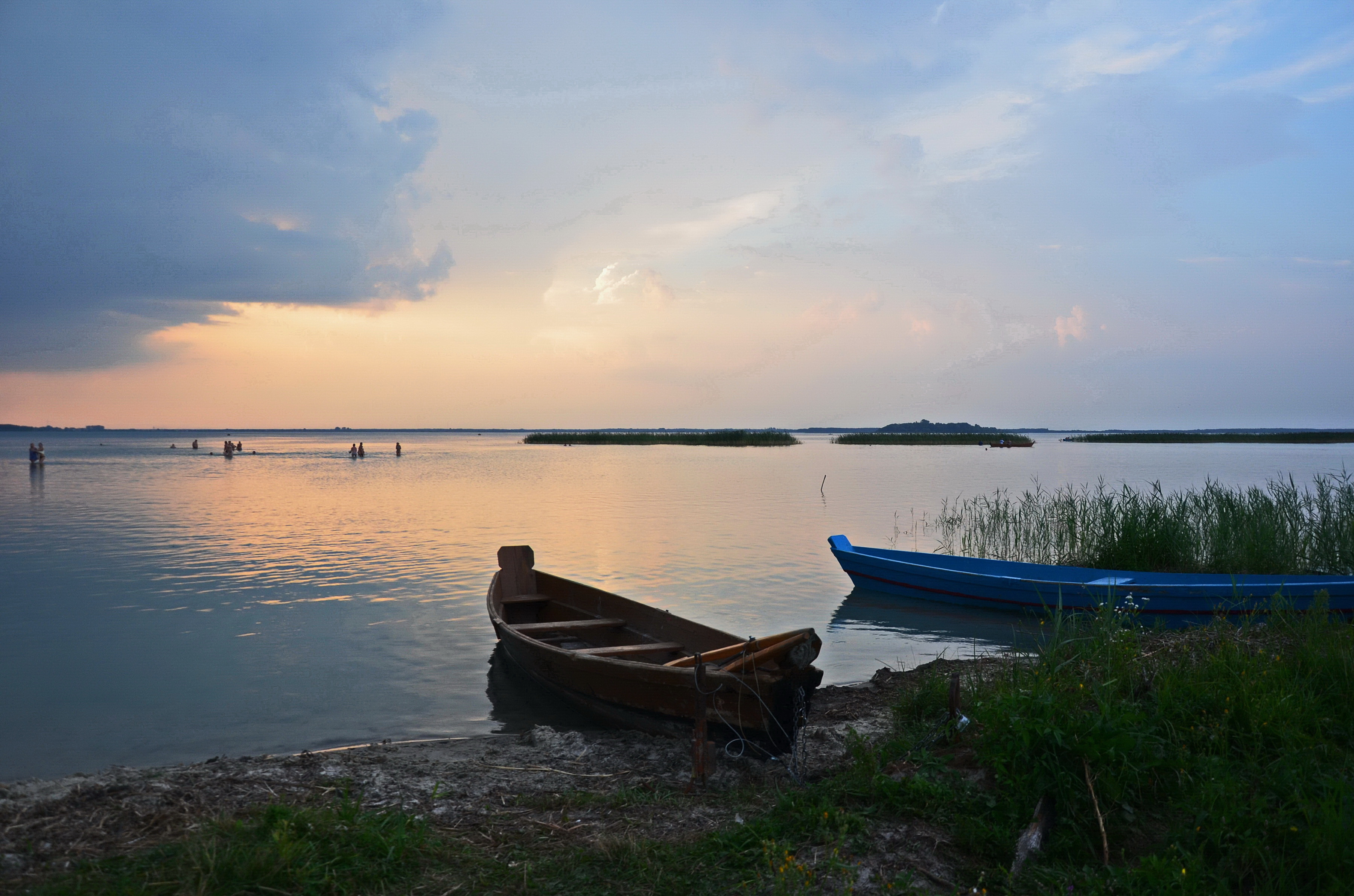
Озеро Світязь, Шацькі озера

У басейнах Західного Бугу та Прип'яті розташовані Шацькі озера (понад 30 прісноводних водойм), є дві версії щодо походження Шацьких озер. Прихильники першої вважають, що озера є реліктовими залишками гігантської за розмірами водойми, яка утворилась після танення Дніпровського льодовика понад 100 тисяч років тому. Згідно з другою гіпотезою, Шацькі озера мають карстове походження і сформувалися після опускання окремих тектонічних блоків. Найглибоководніше серед них — Світязь. Разом із навколишніми ландшафтами вони утворюють Шацький національний парк.

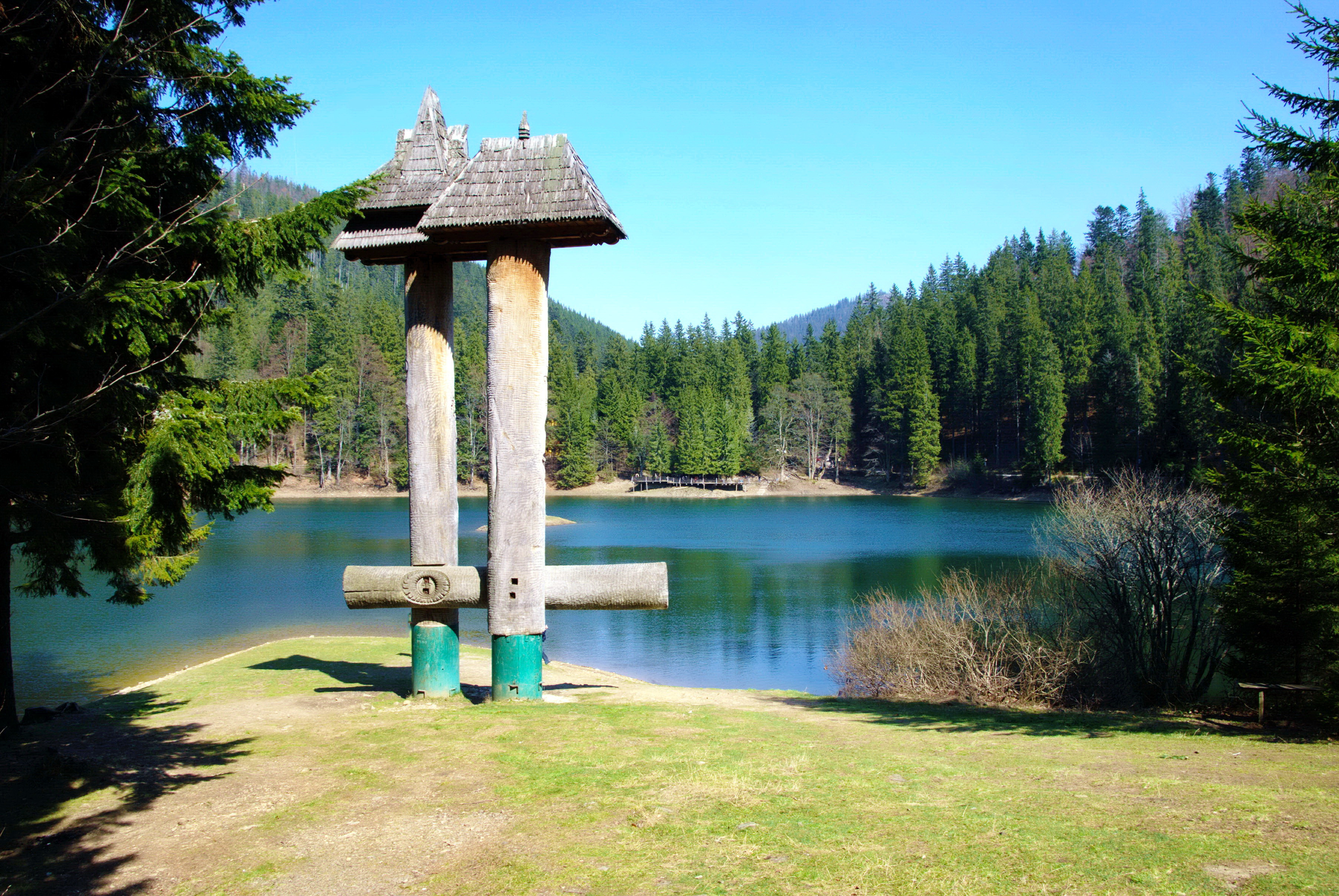
Озеро Синевир у весняні дні

У Карпатських горах більшість озер невеликі, але глибокі. Вода в них прісна, чиста й холодна. Особливим серед них є озеро Синевир. Більшість озер в українських Карапатах мають льодовикове походження (утворені в улоговинах, які виникли під тиском льодовика). Через глибину та місцерозташування озера холодні та не мають живності. 
На Подільській височині озера невеликі й неглибокі. Влітку вони добре прогріваються.
Багато озер утворилося біля річки Дунай. Найбільше прісне серед них — Ялпуг, а найглибше — Кагул.
На узбережжі Чорного моря є солоні озера-лимани. Солоними озерами багатий Крим. Найвідоміше з них — озеро Сиваш, з якого добувають кухонну сіль та інші корисні речовини. Багато кримських озер влітку пересихають.

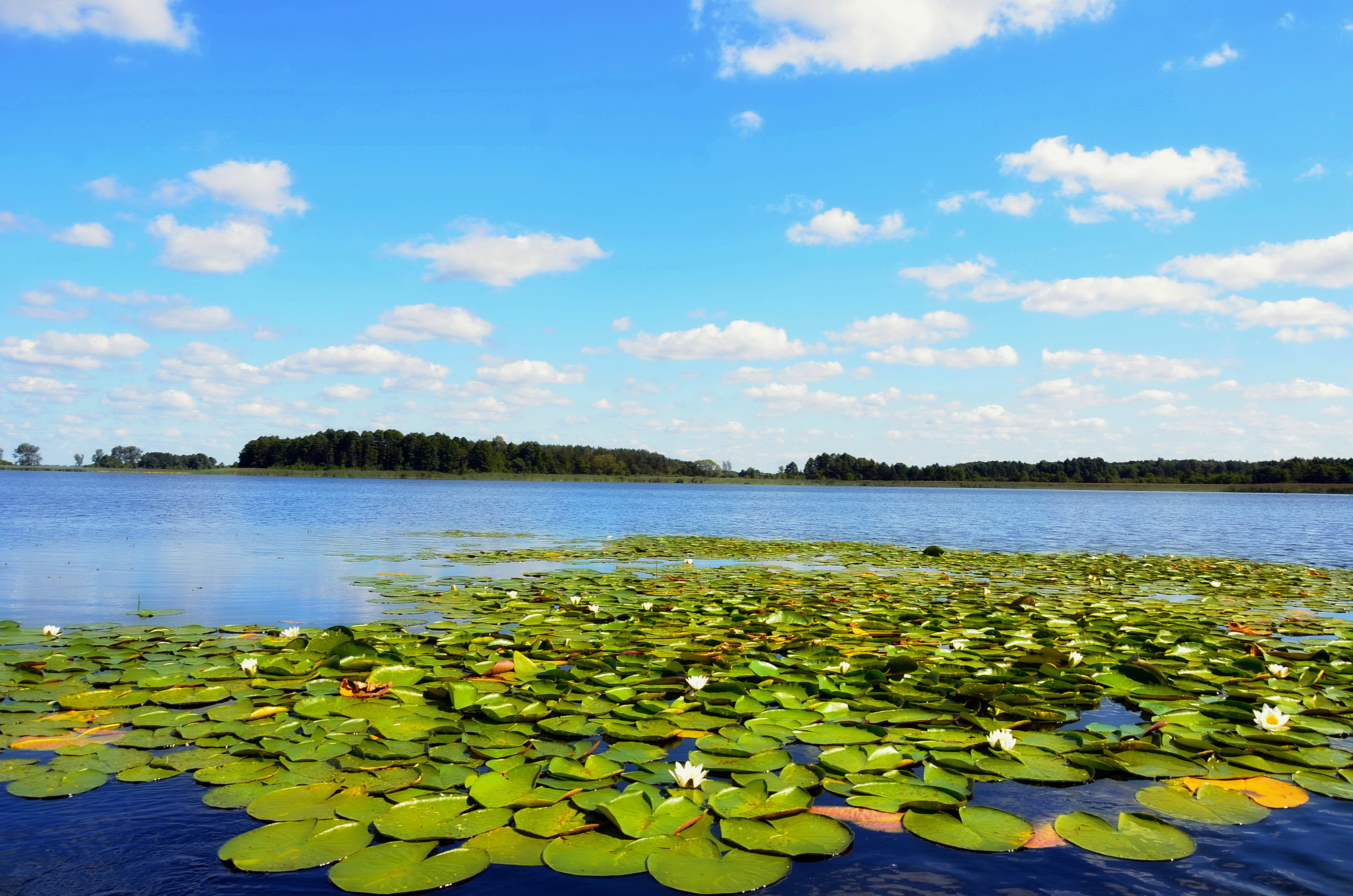
Затоки Шацьких озер

На території України нараховується близько 50 тисяч штучних водойм — ставків. Селяни з глибокої давнини створювали ставки, перегороджуючи земляними насипами гирла балок і неглибоких ярів. Ставки служили сховищами води, використовувалися для розведення риби й водоплавної птиці. Ставки, як правило, оточені заростями верб.

## Озера
- Ялпуг (149 км²) — найбільше озеро України природного походження, розташоване в Одеській області
- Кугурлуй (94 км²) — озеро на південному заході України, на півдні Бессарабії
- Кагул (90 км²) — озеро на південному заході України, на півдні Бессарабії
- Світязь[7](26 км²) — найглибше озеро України
- Блакитне озеро (240,8 га)  — озеро на півдні с. Єлизаветівка Дніпропетровської області.

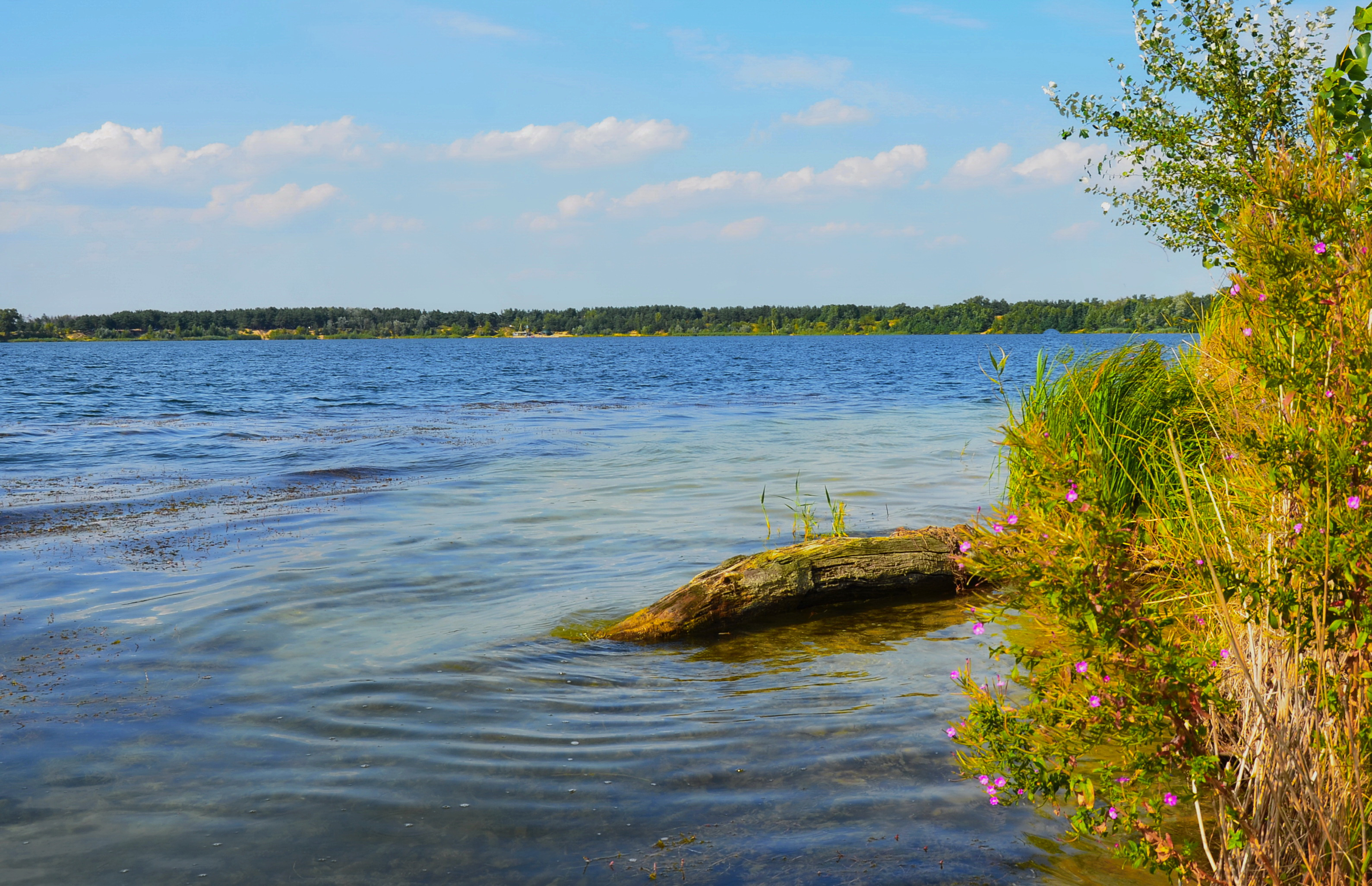
Блакитне озеро на півдні с. Єлизаветівка (Січеславщина)

## Лимани

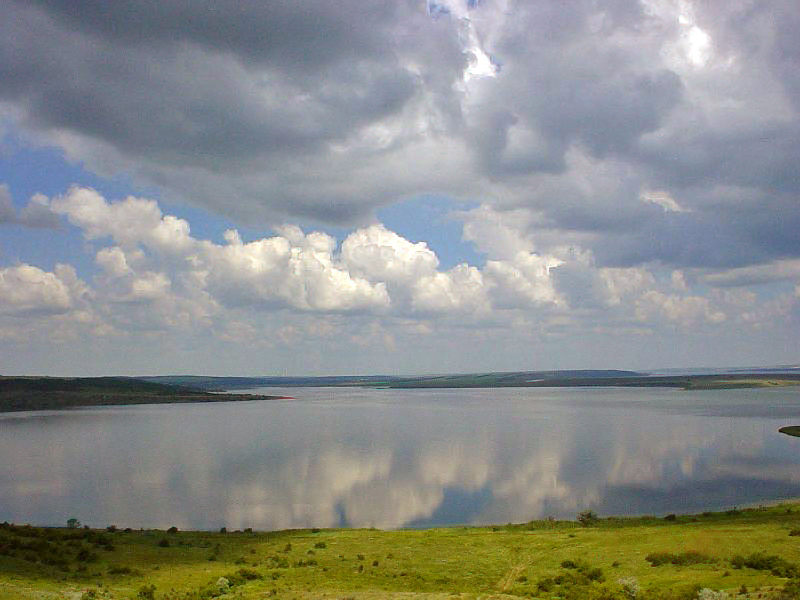
Тилігульський лиман поблизу дельтадрому «Калинівка»

- Дністровський лиман (360 км²) — один із лиманів Чорного моря, з яким з'єднаний вузькою протокою. Відокремлений від моря косою Бугаз.
- Сасик (Кундук) (205 км²) — лиман на території Татарбунарського та Кілійського районів Одеської області, на північно-західному узбережжі Чорного моря
- Молочний лиман (168 км²) — лиман річки Молочної, розташований на півдні Запорізької області
- Тилігульський лиман (70—150 км²) — лиман на півдні України (на території Одеської та Миколаївської областей)
- Хаджибейський лиман (70 км²) — лиман на північно-західному узбережжі Чорного моря, на північний захід від Одеси.
- Куяльницький лиман (52-60 км²) — лікувальний солоний лиман на північно-західному узбережжі Чорного моря, на північний захід від Одеси та на захід від Хаджибейського лиману. На березі лиману знаходяться 3 санаторії на 1000 осіб кожен.

## Список озер України
А Б В Г Ґ Д Е Є Ж З І Ї Й К Л М Н О П Р С Т У Ф Х Ц Ч Ш Щ Ю Я

## А
- Авдієве озеро
- Алібей
- Алмазне озеро

## Б
- Біле озеро
- Бихове озеро
- Борове озеро
- Бродинське озеро
- Бребенескул (озеро)
- Басівкут (Рівне)
- Блакитне озеро (Київ)

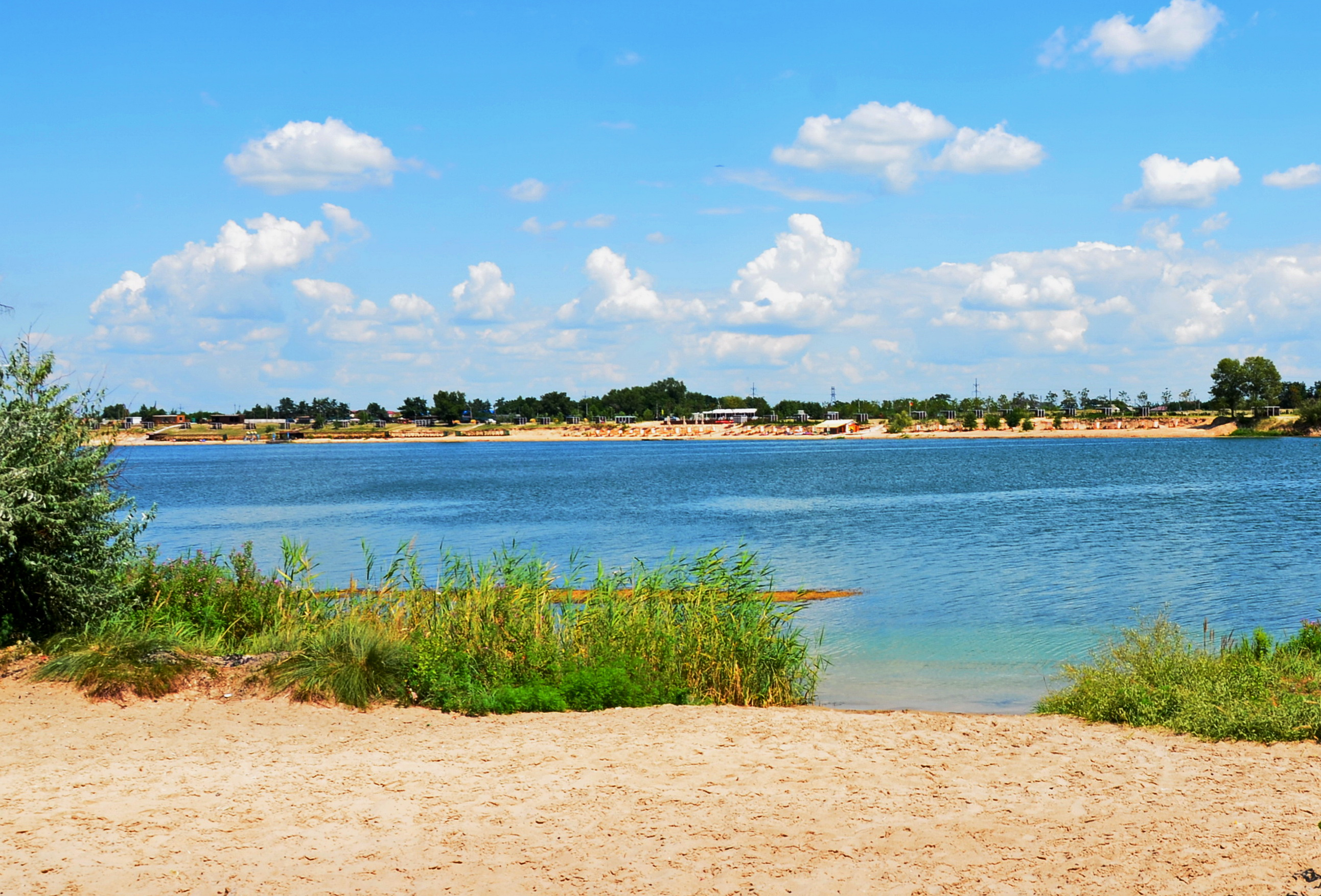
Блакитне озеро (Єлизаветівка)

- Блакитне озеро (Єлизаветівка)Блакитне озеро (Єлизаветівка, Дніпропетровська область)

## В
- Віжомля
- Віра (Київ)
- Вирлиця (Київ)

## Г
- Горащиха (Київ)
- Глушец (Чернігів)

## Д
- Десняк

## З
- Заплавне (Київ)

## Л
- Луки (озеро)
- Люцимир
- Липовецьке озеро
- Лиманське озеро

## К
- Кагул
- Каморет
- Картал
- Катлабух
- Китай (озеро)
- Коропська стариця
- Крючок
- Кугурлуй

## М
- Мартишів (Київ)
- Міністерка (Київ)

## О
- Осокорківські озера (Київ)

## П
- Пісочне озеро
- Пулемецьке озеро

## Р
- Радунка (Київ)
- Редькине (Київ)
- Ріпище
- Ропне (озеро)

## С
- Сакське озеро
- Сасик (Кундук)
- Світязь
- Святе озеро
  - Святе озеро (Волинська область)

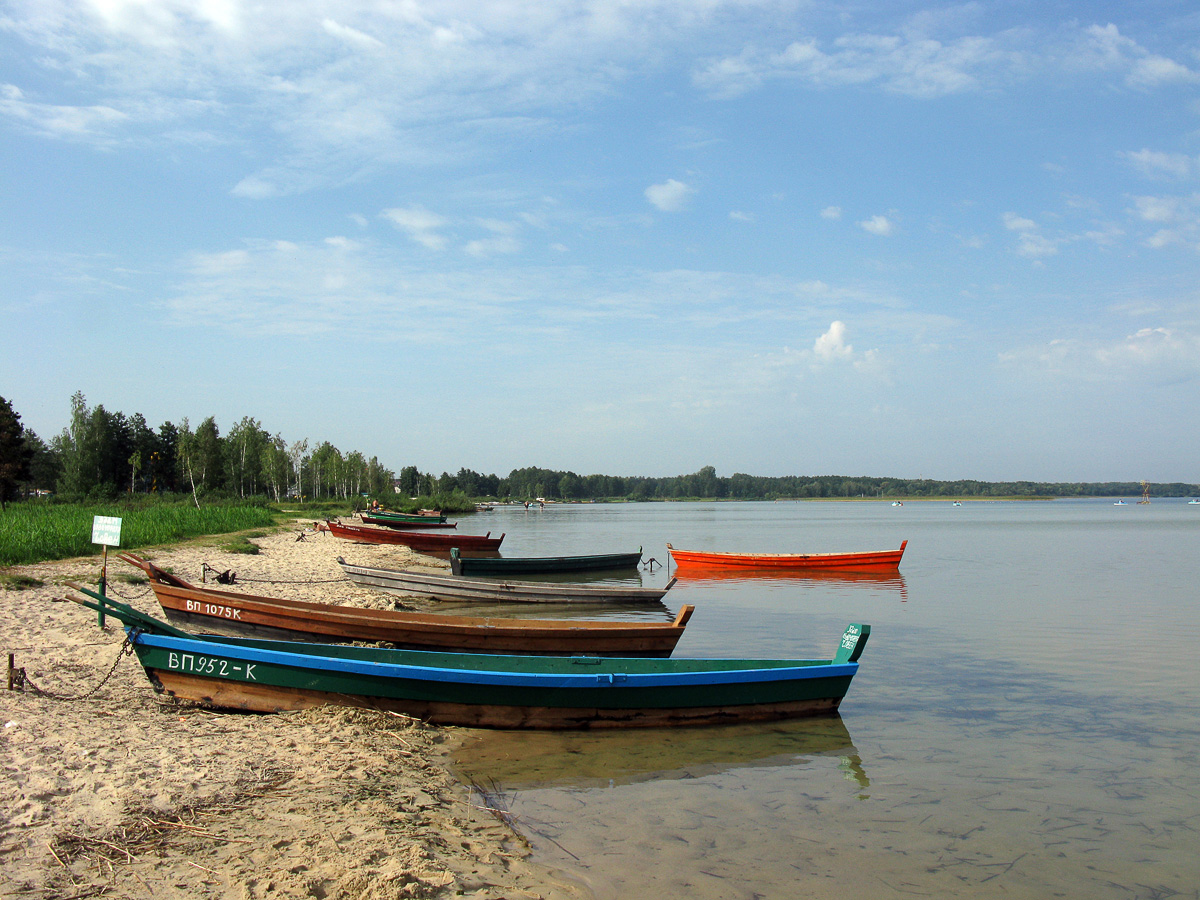
Озеро Світязь

  - Святе озеро (Хмельницька область)
- Синевирське озеро
- Синє озеро (Карпати)
- Синє озеро (Київ)
- Сквирень
- Солоний Лиман
- Сонячне (Київ)
- Спорівське озеро
- Супотин

## Т
- Тельбін (Київ)
- Тиха Десна
- Тихе озеро
- Трубин
- Тягле (Київ)

## Ч
- Чорне озеро (с. Петрушки)
- Чорниш

## Ш
- Шагани

## Я
- Ялпуг